# حرب المخدرات الفلبينية

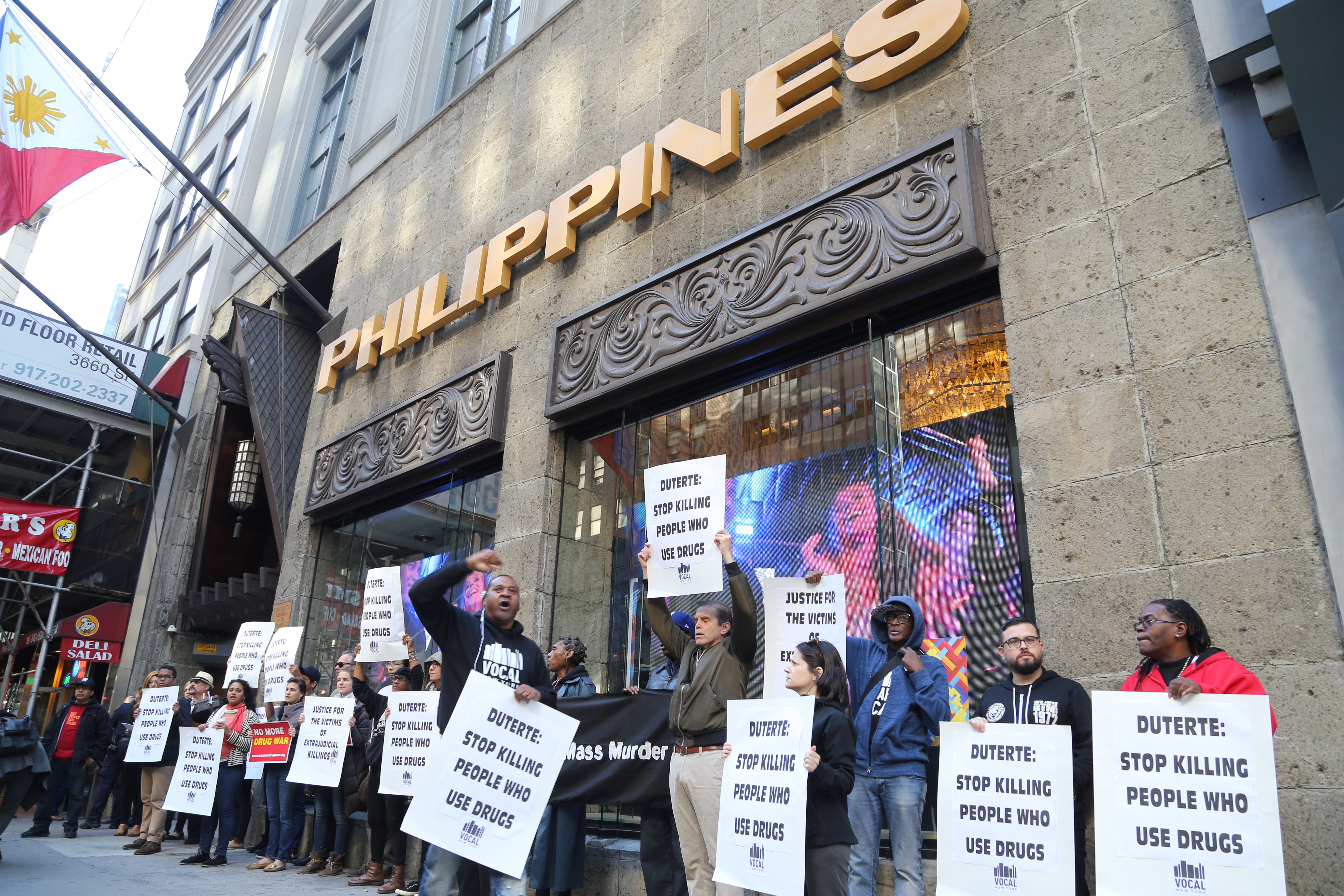
حرب المخدرات الفلبينية

حرب المخدرات الفلبينية هي سياسة مكافحة المخدرات والإجراءات التي اتبعتها الحكومة الفلبينية في عهد الرئيس رودريغو دوتيرتي، الذي استلم الحكم في 30 يونيو عام 2016. قال رئيس الشرطة الوطنية الفلبينية السابق والسيناتور المستقبلي حينها رونالد ديلا روزا إن السياسة تهدف إلى «تحييد شخصيات المخدرات المحظورة على الصعيد الوطني».
حث دوتيرتي الجمهور على قتل المجرمين ومدمني المخدرات. أظهرت الأبحاث التي أجرتها المؤسسات الإعلامية وجماعات حقوق الإنسان أن الشرطة تعدم بشكل روتيني المشتبه بهم غير المسلحين بالمخدرات ثم تضع البنادق والمخدرات في مكان الحدث كدليل. نفت السلطات الفلبينية سوء سلوك الشرطة.

## عدد القتلى
تختلف تقديرات عدد ضحايا المخدرات في الفلبين. قُتل 5100 شخصية من شخصيات المخدرات بشكل رسمي منذ يناير عام 2019. تزعم المنظمات الإخبارية وجماعات حقوق الإنسان أن عدد القتلى تجاوز 12 ألف قتيلًا. كان من بين الضحايا 54 طفلًا في العام الأول. زعم أعضاء في مجلس الشيوخ المعارض في عام 2018 مقتل أكثر من 20 ألف شخص. أعلنت المحكمة الجنائية الدولية في فبراير عام 2018 في لاهاي عن «تحقيق أولي» في جرائم القتل المرتبطة بحرب المخدرات في الفلبين منذ 1 يوليو عام 2016 على الأقل.
أُجريت 134,583 عملية لمكافحة المخدرات، واعتُقِل 193,086 شخصًا، وتوفي 5526 مشتبه به أثناء عمليات الشرطة، وذلك استنادًا إلى بيانات الشرطة الوطنية الفلبينية والوكالة الفلبينية لمكافحة المخدرات منذ يونيو عام 2016 حتى يوليو عام 2019. ضُبِط حوالي 34.75 مليار ين من المخدرات. استسلم 421,275 شخصًا تحت إطار برنامج الشفاء والعافية التابع لبرنامج الشرطة الوطنية الفلبينية (جاء 219,979 منهم عبر الشرطة الوطنية الفلبينية، و201,296 بدعم من مراكز المجتمع)؛ وأُنشِئ 499 مركزًا للإصلاح. قُتل 86 عنصرًا خلال حرب المخدرات، وأصيب 226 شخصًا منذ عام 2018 على صعيد إنفاذ القانون. أعلن الجنرال أوسكار البايالدي والشرطة الوطنية الفلبينية عن مقتل 50 شخصًا وإصابة 144 آخرين من الشرطة منذ عام 2019.

## الضحايا الشباب
قُتل كيان لويد ديلوس سانتوس، وهو طالب في الصف الحادي عشر يبلغ من العمر 17 عامًا، بالرصاص في عملية لمكافحة المخدرات في كالوكان في 17 أغسطس عام 2017. أظهرت لقطات كاميرات المراقبة أن شرطيين كانا يسحبان كيان. قالت الشرطة إنهم قتلوه دفاعًا عن النفس، واستعادوا مسدسًا وعبوتين من الميثامفيتامين. كان ديلوس سانتوس نجل عامل فلبيني مهاجر، وهي فئة سكانية رئيسية تدعم دوتيرتي. تسببت وفاة المراهق في إدانة أعضاء مجلس الشيوخ للحادثة. كانت جنازته في 25 أغسطس، وحضرها أكثر من ألف شخص، وكانت واحدة من أكبر الاحتجاجات حتى ذلك الوقت ضد حرب المخدرات.
تعرض كارل أنجيلو أرنيز، البالغ من العمر 19 عامًا والذي عُثِر عليه آخر مرة في بلدية كينتا في محافظة ريزال، للتعذيب والقتل بالرصاص أيضًا في 17 أغسطس (نفس التاريخ الذي قُتل فيه كيان ديلوس سانتوس) على يد الشرطة بعد سرقته سيارة أجرة في كالوكان. قُتل صديقه رينالدو دي غوزمان، البالغ من العمر 14 عامًا والمعروف أيضًا باسم «كولوت»، بالطعن ثلاثين طعنة، وألقي به في جدول مياه في قابان في نويفا أسيها. أثارت وفاة المراهقين الثلاثة غضبًا وإدانة عامين.
كررت هيومن رايتس ووتش دعوتها لإجراء تحقيق في الأمم المتحدة. وعلق مدير هيومن رايتس ووتش في آسيا، فيليم كين، بقوله: «إن الاستعداد الواضح للشرطة الفلبينية لاستهداف الأطفال عمدًا للإعدام يمثل مستوى جديدًا مروعًا من الفساد في ما يسمى اليوم بحرب المخدرات». وصف دوتيرتي مقتل أرنيز ودي غوزمان (الذي كان أحد أقارب الرئيس من جانب والدته) «بالتخريب»؛ معتقدًا أن بعض الجماعات تستخدم الشرطة الوطنية الفلبينية لتدمير صورة الرئيس العامة. قال المتحدث الرئاسي أبيلا: «لا ينبغي أن نتفاجأ بتآمر هذه العناصر الخبيثة لتخريب حملة الرئيس لتخليص الفلبين من المخدرات والإجرام»، والتي «يمكن أن تشمل خلق سيناريوهات لإثارة الغضب العام ضد الحكومة».
قُتلت طالبة تبلغ من العمر 5 سنوات تُدعى دانيكا ماي غارسيا برصاصة طائشة قادمة من مسلحين مجهولين في مدينة داغوبان، بانغاسينان في 23 أغسطس عام 2019 أثناء عملية لمكافحة المخدرات. قُتل قاصر آخر يُدعى سكايلر أباتايو يبلغ من العمر 4 سنوات برصاصة طائشة خلال «عملية لمكافحة المخدرات». سُجِّل 54 طفلًا ذهبوا ضحايا في السنة الأولى من حرب المخدرات. قُتلت في الأسبوع نفسه فتاة تبلغ من العمر 15 عامًا تُدعى أنجيليكا بونيتا أثناء ركوبها داخل سيارة تويوتا هيلوكس لمحامي المخدرات روغيليو باتو جونيور البالغ من العمر 48 عامًا، وهو محامي رولاندو إسبينوزا. كان الاثنان يتجولان في إحدى الطرق الفرعية بالقرب من مركز تجاري في ماراسباراس في تاكلوبان عندما أُطلِق عليهما الرصاص عبر بنادق إم 16 وكولت إم 1911 أدت إلى مقتلهما على الفور. لم يكن هناك أي ارتباط بين باتو وبونيتا، وأحاطت الألغاز بعلاقتهما. تكهنت الشائعات بأن بونيتا كانت حبيبة باتو وأنها وقعت في مرمى النيران.
أدلى السناتور رونالد ديلا روزا الجديد ببيان حول وفاة طفلة تبلغ من العمر 3 سنوات تُدعى ميكا أولبينا في تبادل لإطلاق النار خلال عمليات الشرطة في رودريغيز، ريزال في 29 يونيو عام 2019، وعقّب على الحادث بقوله «الأمور السيئة تحدث دائمًا». زُعِم أن ريناتو دولوفرينا أخذ ابنته البالغة من العمر 3 سنوات رهينة، وأن الشرطة قتلتهما بعد أن استخدم الأب الطفلة بمثابة «درع بشري». أنكرت عائلة الطفلة بأنها أُخِذت كرهينة، وأصروا على أنها قُتِلت برصاصة طائشة. توفي ضابط شرطة ذهب متخفيًا لشراء مادة الكريستال ميث المخدرة في عملية بعد أن اكتشف شريك دولوفرينا، متعاطي المخدرات المشتبه به، الحيلة. أدانت العديد من الجماعات المسلحة ومستخدمي الإنترنت، وكذلك أعضاء في مجلس الشيوخ المعارض، تصريحات ديلا روزا بعد بضعة أيام، وأدانت لجنة حقوق الإنسان وفاة الطفلة. اعتذر ديلا روزا في 8 يوليو عام 2019 عن تصريحاته، وتراجع عن تصريحاته السابقة، قائلًا إن الحادث كان «مؤسفًا».

## اتهامات بالإبادة الجماعية
قارن عدد من المراقبين القتل الجماعي للمستخدمين المزعومين وتجار المخدرات بالإبادة الجماعية، وفتحت المحكمة الجنائية الدولية قضية جرائم ضد الإنسانية. كتبت مايا شالافيتز في صحيفة واشنطن بوست أن الحملة لم يكن لها رد فعل سلبي كبير بسبب نظر الكثيرين لمتعاطي المخدرات على أنهم أعضاء لا قيمة لهم في المجتمع وبالتالي فهم أهداف سهلة. قارن المؤلف نيكو فوروبيوف في كتابه عالم المخدرات حرب المخدرات بمراحل الإبادة التي حددها راؤول هيلبرغ بالهولوكوست:
- تحديد الهوية، أي تمييز مجموعة من الأشخاص على أنهم دون البشر. قال دوتيرتي إن مدمني الميثامفيتامين لديهم أدمغة متقلصة.
- المصادرة والتركيز، أي إيجاد طريقة لأخذ ممتلكات هؤلاء الأشخاص قبل نقلهم إلى السجون أو معسكرات الاعتقال أو الترحيل.
- الإبادة، وهي الحل النهائي، إذ يُباد ببساطة الأشخاص غير المرغوب فيهم.

شبّه دوتيرتي نفسه أفعاله بهتلر. ظهر دوتيرتي في مؤتمر صحفي في 30 سبتمبر عام 2016 وهو يقارن بين حرب المخدرات والهولوكوست. قال إن «هتلر قتل ثلاثة ملايين يهودي، ولكن الآن هناك ثلاثة ملايين مدمن مخدرات سأكون سعيدًا بذبحهم». أثارت ملاحظاته غضبًا دوليًا. قال وزير دفاع الولايات المتحدة آشتون كارتر إن البيان «مقلق للغاية». أخبرت الحكومة الألمانية السفير الفلبيني أن تصريحات دوتيرتي «غير مقبولة». قال دوتيرتي في 2 أكتوبر «أُقدم اعتذاري الكبير لليهود»، وأوضح: «لم يحدث ذلك حقًا لأنني قلت شيئًا خاطئًا، ولكنهم لا يريدونك فعلًا أن تعبث بذكر المحرقة».